# БТУ-Центр
БТУ-ЦЕНТР (Біотехнологія України) — українське підприємство, виробник мікробних і ферментних препаратів — біологічних засобів захисту та живлення рослин для сільського господарства. Засноване в 1999 році Віктором і Валентиною Болоховськими у м. Ладижин в Гайсинському районі Вінницької області.
Компанія є розробником та виробником понад 50 біологічних продуктів для органічного та комплексного землеробства і входить до числа 25 відсотків найбільших виробників біопродуктів у світі. Мікробні засоби для захисту рослин, живлення та відновлення ґрунтів БТУ-ЦЕНТР забезпечують стійке землеробство на понад 3 млн га.

## Місія
Місія компанії — «біологізація землеробства, зменшення використання хімічних засобів захисту, відновлення родючості ґрунтів та здоров'я наших дітей та української нації». Компанія володіє торговою маркою «Жива Земля».

## Виробництво
Підприємство має власне виробництво, логістичний парк, науково-дослідний центр «Інститут прикладної біотехнології» та сучасні атестовані лабораторії. У 2019 році в рамках проєктної діяльності компанія провела 2000 лабораторних і польових досліджень.
За інформацією самого виробника, станом на липень 2020 потужність виробництва складала 10 000 т/рік, а складські приміщення розраховані на 1,5 тис. т одночасного зберігання. Вся продукція підприємства (мікробні препарати) зберігається на спеціальних складах з температурним контролем. Група є найбільшим експортером мікробіологічної продукції та постачає продукцію до 15 країн світу. Препаратами «БТУ-ЦЕНТР» обробляються понад 3 млн га орних земель.
Продукція компанії випускається під торговими марками «Жива Земля» та «HelpRost», в них входять біодобрива, мікоризні препарати, біофунгіциди, біоінсектициди, біоактиватори, біодеструктори, біокомплекси, біоприлипачі, біоінокулянти, антисептики. 54 препарати мають органічну сертифікацію Органік Стандарт.

## Міжнародна співпраця
У 2019 БТУ-ЦЕНТР став першим і станом на червень 2021 залишається єдиним українським членом у Міжнародній асоціації виробників засобів біоконтролю (International Biocontrol Manufacturers Association, Швейцарія), співпрацює з міжнародною організацією Дослідний інститут органічного сільського господарства.
БТУ-Центр постачаючи продукцію в 15 країн світу є найбільшим експортером мікробіологічної продукції з України. Компанія має відкрите представництво в Німеччині — BTU-CENTR Europe, бере участь в закордонних міжнародних виставках.

## Керівник
Генеральний директор — Владислав Болоховський, він також очолює комітет з відродження родючості ґрунтів громадської спілки «Органічна Україна».